# Myristica gigantea
Myristica gigantea är en tvåhjärtbladig växtart som beskrevs av George King. Myristica gigantea ingår i släktet Myristica och familjen Myristicaceae. Inga underarter finns listade i Catalogue of Life.